# Piridoksamin
Piridoksamin je provitamin u vitaminskoj B6 familiji, koja obuhvata piridoksal i piridoksin. Piridoksamin se konvertuje u biološki aktivnu formu vitamina B6, piridoksal 5-fosfata, putem vitaminskog B6 puta spasavanja. Vitamin B6 deluje kao enzimski kofaktor u mnoštvu metaboličkih procesa. U hrani, piridoksamin se obično nalazi kao 5’-fosfatni derivat, koji se hidrolizuje intestinalnim fosfatazama do piridoksamina i  apsorbuje se u jejunumu. Apsorbovani piridoksamin se konvertuje do piridoksamin 5’-fosfata piridoksal kinazom, koji se dalje konvertuje do aktivnog piridoksal 5-fosfata piridoksamin-fosfat transaminazom ili piridoksin 5’-fosfat oksidazom.
Piridoksamin je baziran na strukturi piridinskog prstena, sa hidroksil, metil, aminometil, i hidroksimetil supstituentima. On se razlikuje od piridoksina po supstituentu na 4-poziciji. Fenol u poziciji 3, i aminometilna grupa u poziciji 4 njegovog prstena daju piridoksaminu niz hemijskih osobina, među kojima su čišćenje slobodnih radikala i karbonila formiranih šećernom i lipidnom degradacijom, kao i helacija metalnih jona koji katalizuju Amadorijeve reakcije.

## Literatura
1. ↑  Joanne Wixon; Douglas Kell (2000). „Website Review: The Kyoto Encyclopedia of Genes and Genomes — KEGG”. Yeast. 17 (1): 48—55. doi:10.1002/(SICI)1097-0061(200004)17:1<48::AID-YEA2>3.0.CO;2-H.
2. ↑   уреди
3. ↑  Evan E. Bolton; Yanli Wang; Paul A. Thiessen; Stephen H. Bryant (2008). „Chapter 12 PubChem: Integrated Platform of Small Molecules and Biological Activities”. Annual Reports in Computational Chemistry. 4: 217—241. doi:10.1016/S1574-1400(08)00012-1.
4. ↑  Roje S (2007). „Vitamin B biosynthesis in plants”. Phytochemistry. 68 (14): 1904—21. PMID 17512961. doi:10.1016/j.phytochem.2007.03.038.
5. ↑  Merrill AH, Henderson JM (1990). „Vitamin B6 metabolism by human liver”. Ann. N. Y. Acad. Sci. 585 (1 Vitamin B6): 110—7. PMID 2192606. doi:10.1111/j.1749-6632.1990.tb28047.x.
6. ↑  Ink SL, Henderson LM (1984). „Vitamin B6 metabolism”. Annu. Rev. Nutr. 4 (1): 455—70. PMID 6380540. doi:10.1146/annurev.nu.04.070184.002323.
7. ↑  Adrover M, Vilanova B, Frau J, Muñoz F, Donoso J (2008). „The pyridoxamine action on Amadori compounds: A reexamination of its scavenging capacity and chelating effect”. Bioorg. Med. Chem. 16 (10): 5557—69. PMID 18434162. doi:10.1016/j.bmc.2008.04.002.

## Spoljašnje veze
Klinička ispitivanja:
- Efekat piridorina kod pacijenata sa dijabetičkom nefropatijom
- piridorina kod pacijenata sa dijabetičkom nefropatijom[мртва веза]